# Jaskinia w Jaworzu
Jaskinia w Jaworzu – jaskinia na Jaworzu w Beskidzie Wyspowym, administracyjnie znajduje się w obrębie wsi Kobyłczyna, w gminie Laskowa, w powiecie limanowskim, w województwie małopolskim.

## Opis obiektu
Jaskinia znajduje się w bukowym lesie na północno-wschodnich zboczach Jaworza, na wysokości około 780 m. Jest trudna do odszukania, jej zwiedzanie natomiast jest łatwe. Ma pionową studnię o głębokości 2 m, przechodzącą w stromą pochylnię. Za ciasnym przełazem znajduje się korytarz o długości 10 m zakończony niewielką salką.
Jest to jaskinia o pochodzeniu osuwiskowym, powstała w piaskowcach magurskich. Prawie w całości jest oświetlona rozproszonym światłem słonecznym. Występują w niej pająki i motyle, roślin brak.

## Historia poznania i dokumentacji
Po raz pierwszy jaskinię wymienił J. Ligęza w 1928 r. W 1953 jaskinię zbadał Kazimierz Kowalski, a w 1954 r. opracował jej plan i opis inwentarzowy. Miejscowej ludności jaskinia znana jest od dawna, często też jest odwiedzana. W czerwcu 2002 r. M. Wiśniewski i P. Ostrowski odkryli nowe partie jaskini o długości 7 m i opracowali nowy plan jaskini.

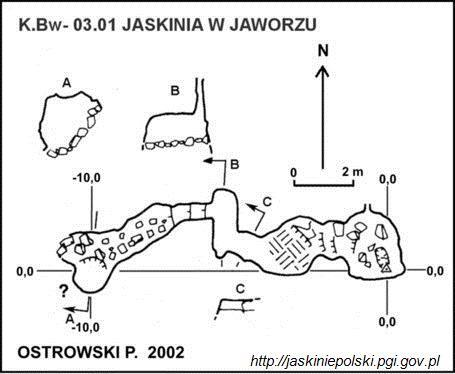
Plan